# Жене избеглице
Жене избеглице су посебна категорија избеглица која се у избеглиштву суочава  са родно специфичним изазовима у свакодневном животу и у свакој фази свог миграционог искуства.  У избеглиштву жене не само да постају жртве таквих изазова, веч често се суочавају са злостављањем и занемаривањем својих специфичних потреба и искустава, што доводи до сложених последица укључујући деморализацију, стигматизацију и пропадање менталног и физичког здравља.  Недостатак приступа одговарајућим ресурсима међународних организација за хуманитарну помоћ отежан је преовлађујућим родним претпоставкама широм света, иако недавне промене у родној равноправности имају за циљ да се боре против ових заједничких карактеристика.

## Изазови
Заједнички изазови за све жене избеглице, без обзира на друге демографске податке, су:
- неадекватан приступ здравственој заштити,
- физичко злостављање,
- чест случај дискриминације,
- сексуално насиље и
- трговине људима.

## Здравље
Здравствени проблеми
Здравствени проблеми са којима се суочавају жене избеглице крећу се од дехидрације и пролива, до високе температуре и маларије. Они такође укључују феномене ширег опсега, као што су родно засновано насиље и здравље мајки.
Водећи узроци смрти
Водећи узроци смрти жена избеглица су:
- неухрањеност,
- дијареја,
- респираторне инфекције и
- репродуктивне компликације.

Проблеми
Здравствене компликације и бриге за жене избеглице преовлађују како током њиховог боравка  у привременим камповима или склоништима за избеглице, тако и када се преселе у земље азила или пресељења.
На здравствене проблеме жена избеглица утичу различити фактори средине али и њихово тренутно физичко, ментално и социјално благостање.
Спољни фактори који доприносе здравственим проблемима жена избеглица укључују:
- културолошки појачану родну неједнакост,
- ограничену мобилност,
- недостатак приступа здравственим установама,
- велику густину становништва у избегличким камповима и
- низак ниво образовања (пре свега у области здравља).[5]

### Репродуктивно здравље
Међународне организације за хуманитарну помоћ, као што су Уједињене нације, наводесе да адекватна репродуктивна нега мора бити „безбедна, ефикасна...[и] приступачна, “ и зато према Уједињеним нацијама, универзалне вредности у људским правима морају да буду подржане доступношчу заштите људских права.  То се када су у питању жене односи на репродуктивне здравствене потребе свих жена, услуге које су у складу са адекватним стандардима у тој области уз поштовање културних разлика, шт се нажалсот ретко   пружа женама избеглицама.
Због недостатка задовољавајуће репродуктивне здравствене заштите у избегличким камповима, компликације везане за порођај и трудноћу биле су један од водећих узрока смрти и болести међу женама избеглицама које су живеле у прелазним камповима у 2010. години.
Жене избеглице које су напустиле кампове хуманитарне помоћи и трајно се преселиле у земље азила и пресељења такође се суочавају са проблемимима у области репродуктивног здравља.  Студија објављена 2004. у часопису Journal of Midwifery and Women's Health наводи да се жене избеглице које живе у богатим земљама суочавају са проблемима у приступу одговарајућој репродуктивној нези због стереотипа, језичких баријера и недостатка културног поштовања и разумевања.

### Ментално здравље
Жене избеглице се често суочавају са мноштвом компликација у вези са менталним здрављем у својим матичним земљама, у избегличким камповима и у земљама пресељења или азила. У својим матичним земљама, жене које су побегле као избеглице су можда биле психосоцијално или физички злостављане из разних разлога, укључујући геноцид; покушај срамоте породице, заједнице или културе; или збогонога што се сматра „политички опасним.“ Ови облици злостављања често доводе до изгнанства или бекства, и имају склоност да изазову невоље и штетне последице по ментално здравље и добробит жена избеглица.
У избегличким камповима, на ментално здравље жена избеглица утичу и случајеви дискриминације по основу пола, сексуалног и породичног насиља, принудног рада и тешких обавеза.  У земљама азила и пресељења, компликације са менталним здрављем такође преовлађују због језичких и културних баријера, посттрауматског стреса бекства од прогона у својим матичним земљама, потешкоћа у тражењу лечења менталног здравља и повећане вероватноће суочавања са злостављањем у поређењу са држављани земље.
Као одговор на бекство из својих матичних земаља, жене избеглице и жене које траже азил развијају посттрауматски стресни поремећај (ПТСП). Многи истраживачи поткатегоризују конструкт трауме као:
- сексуални напад,
- физичко злостављање,
- сведочење насиља,
- партнерско насиље,
- међуљудску трауму,
- трауму из детињства и
- комплексну трауму.

Такође, истраживачке студије дефинишу и посттрауматски стресни поремећај (ПТСП) као што је наведено од стране Америчког удружења психијатара. Неки симптоми ПТСП-а укључују наметљива и понављајућа искуства као што су ноћне море или флешбекови, интензивно искуство осећања повезаних са догађајем, осећај одвојености, избегавање стимуланса повезаних са трауматским догађајем, повећано узбуђење, негативне промене расположења и претерани одговор на стрепњу.
Ако се симптоми ПТСП не лече, многи преживели могу да доживе депресију, анксиозност, проблеме са концентрацијом, потешкоће са спавањем, раздражљиво понашање, изливе беса и потешкоће у успостављању здравих и значајних других односа.
Бекство из матичне земље може проузроковати продужени психички стрес у брачним и породичним односима. У неким случајевима, улагање жена у живот породице и заједнице је штетно погођено, остављајући их посебно рањивим на ефекте трауме због утицаја на родне улоге жена у различитим земљама.
Жене имају тенденцију да негују друге и одржавају везе.  Ова динамика на крају доприноси везивању и усклађености са другима. Везаност за друге је једна од друштвених динамика на коју утиче када неко доживи ПТСП. Ови ефекти могу бити изузетно штетни за жене које имају тенденцију да напредују кроз стварање и одржавање веза са другима биолошким бићем.

## Исхрана
Неухрањеност жена избеглица манифестује се на различите начине како у избегличким камповима тако и у земљама азила и пресељења.  Питања сигурности хране, економски и политички неспоразуми и дискриминација унутар избегличких кампова доприносе лошој исхрани и нарушеном здрављу многих жена избеглица.
У студији о помоћи у храни у избегличким камповима у Руанди, стручњаци су открили да недостатак пажње и неодговарајуће ангажовање међународних агенција за помоћ у политичком, економском и културном раду у земаљама у кризи може довести до неадекватне и неодговарајуће помоћи у храни, што заузврат може резултовати у потхрањености избеглице.
Друге студије су показале да упркос непостојању правне разлике између мушкараца и жена избеглица, међународне избегличке заједнице, па чак и хуманитарне организације имају тенденцију да подржавају дискриминацију на основу пола. Ово се претвара у несразмерну потхрањеност жена избеглица због недостатка приоритета у дистрибуцији хране, као и медицинске неге за питања везана за исхрану и недостатка репродуктивне нутритивне неге.
Проблеми потхрањености и даље постоје у земљама азила код жена избеглица манифестују се кроз механизме несигурности у снабдевању храном и недостатак образовања о исхрани.
Студија о женама избеглицама из Сомалије из 2013. године открила је да су стопе уноса меса и јаја биле значајно веће код жена избеглица од упоредивих популација жена држављанки земље домаћина, док су стопе уноса воћа и поврћа биле знатно ниже.
Сродна студија о женама избеглицама из Камбоџе открила је да су уобичајени разлози лоше  исхране живот у областима са:
- несигурним изворима хране,
- ниским приходима,
- недостатком економских средстава за куповину хране и
- недостатком образовања о исхрани у њиховој новој земљи земљи пребивалишту.

## Сексуално и родно засновано насиље
Према Уједињеним нацијама, родно засновано насиље у контексту напада на жене избеглице је „сваки чин насиља који доводи до... физичке, сексуалне или менталне повреде или патње женама, укључујући претње... принуду или произвољно лишавање слободе. Напад на жене избеглице је и сексуалан и несексуалан, иако се случајеви насиља манифестују најчешће у облику сексуалног насиља над женама избеглицама.
Према студији из 2000. године, жене су посебно подложне силовању и другим облицима сексуалног напада у време рата и „дезинтеграције друштвених структура“ из различитих разлога, Ови разлози укључују друштвене немире, мешање различитих култура и вредности, преовлађујућу динамику моћи и рањивост жена које траже уточиште. Начини на које се манифестују насиље и сексуални напади над женама избеглицама укључују принудну проституцију или принудни секс од стране радника/добровољаца међународних хуманитарних агенција, присилну проституцију или принудни секс од стране колега из избегличког кампа, присилну проституцију или принудни секс од стране чланова локалне заједнице, силовање било којом од горе наведених демографија, разменом пола за витална материјална добра или услуге, или покушајем да се обешчасти жена, њен муж или њен отац. Сексуално насиље се сматра табу темом у многим културама, па се стога и родно засновано насиље често не пријављује. Чак и ако су жене желеле да пријаве насиље, често у избегличком кампу немају где да се обрате.
Жене избеглице и жене које траже азил суочавају се не само са физичким насиљем, већ и са емоционалним злостављањем. Емоционално злостављање се описује као свако намерно понашање које озбиљно нарушава психолошки интегритет друге особе путем принуде или претњи. Примери емоционалног злостављања укључују изолацију од других, затварање, финансијску контролу, вербалну агресију, одбацивање, претње, застрашивање, контролу, негирање злостављања жртве и коришћење кривице или стида као облика контроле. Студија спроведена на женама које су преживеле трауму фокусирана на ментално здравље међу тражиоцима азила открила је да је међу свим врстама сексуалног и родно заснованог насиља (СГБВ), 62% узорка доживело неки облик емоционалног злостављања.
Емоционално злостављање се често занемарује јер нема физичких показатеља. У студији фокусираној на повезаност између емоционалног злостављања и свести, истраживачи су открили да преживели често развијају когнитивне стратегије како би се носили са својим окружењем. Да додамо, особе које су преживјеле емоционално злостављање могу развити навике порицања и дисоцијације како би спријечиле узнемирујуће мисли из свијести и на крају се заштитиле. Као резултат тога, преживјеле скривају стварност своје ситуације од свијести и можда не тумаче своје околности као емоционално злостављање и не држе идентитет злостављане.
Насупрот томе, неке преживеле доживљавају многе психолошке ефекте, који даље описују сложеност емоционалног злостављања. Процес азила је довео до тога да се многе жене сусрећу са понижењем, затварањем и емоционалним стресом.  Последице емоционално-психолошког стреса откривене су код две трећине учесника. Испитаници су описали да су 'депресивни', 'психолошка олупина', 'деспиритивни' или 'веома несигурни'. Поред тога, преживели су постали изоловани и више нису веровали другима. Други су се бавили анксиозношћу, стидом, кривицом, фрустрацијом, бесом и мржњом. Један испитаник је рекао: „Боље је ударати него причати. Оно што је рекао ме је повредило више од шамарања. Понекад је лакше поднети ударац него психичку тортуру“. Овај тужни цитат баца светло на то колико је болна стварност оних који пате од физичког и емоционалног злостављања.
Неки фактори ризика повезани са избеглицама и тражиоцима азила идентификовани су као фактори понашања и међуљудски фактори. Фактори ризика у понашању укључују употребу дрога и алкохола, вербалне и невербалне ставове, ноћну саму на улици, недостатак вештина самоодбране и непознавање језика земље домаћина. Ови типови фактора ризика у понашању су довели до тога да жене имају „без самопоуздања“, „да се осећају психички болесно“ и „немају много мозга“. Четвртина испитаника сматра да је то што је жена такође фактор ризика, што их доводи до рањивих искустава. Да додају, испитаници су описали интраперсоналне факторе ризика као „имати лоше примере као пријатељи и родитељи“ и „немати коме да се обрате“. Без сумње, комбинација ових фактора ризика узрокује да се многе жене осећају безвредно и безнадежно.
Штавише, исходи емоционалног злостављања могу утицати на појединце у погледу њихових друштвених мрежа и лишити их могућности за будући лични, друштвени и економски развој. Често, када жене које траже азил и избеглице посеже за помоћ, ризикују да буду одвојене од своје деце, да буду обешчашћене као жена или да им се срамота пренесе у своје породице. Чин тражења помоћи могао би потенцијално да изазове већи ризик за њихов живот. Ова динамика отежава жртвама (СГБВ) да потраже подршку. Потребно је више истраживања како би се одговорило на сложеност тражења помоћи за избеглице и тражиоце азила.
Процена коју је дао УНЦХР у вези са европском избегличком „кризом“ из 2015. године наводи да су око двадесет посто избеглица које улазе у ЕУ биле жене.  Жене које су постале рањиве због свог избегличког статуса су пријавиле гранично особље које је задужено да надгледа њихово здравље и безбедност као починиоци сексуалног и родно заснованог насиља (СГБВ). Као одговор, институције задужене за рјешавање сексуалног насиља и насиља, као што је Заједнички европски систем азила (ЦЕАС), формално су интегрисале обуку о родној осјетљивости како би испуниле међународне и стандарде ЕУ. То укључује Конвенцију о избеглицама из 1951. године, Конвенцију о елиминацији сваке дискриминације жена и Резолуцију 1325 Савета безбедности Уједињених нација.
Међутим, истраживање о овом питању које је 2016. године спровела Џејн Фридман међу кључним актерима као што су избеглице, Фронтек (званичници Европске граничне и обалске страже), УНЦХР и организације за људска права су истакли да је интеграција родно специфичне обуке против насиља дала лоше резултате .  Сходно томе, избеглице које улазе у ЕУ изразиле су забринутост због неприступачности основног склоништа и услуга у камповима са великом густином насељености као основне баријере за обезбеђивање безбедности од сексуалног насиља и насиља.  Жене избеглице се такође суочавају са повећаном изложеношћу насиљу на својим путовањима.   То се најчешће дешава од стране оних који олакшавају њихово путовање, које Фридман назива „шверцерима“.  Правна природа ових инцидената насиља чини пријављивање тешким и недоступним.  Штавише, честа промена путева за азил због граничних ограничења у ЕУ повећава изложеност жена избеглица насиљу тако што продужава њихово трајање.

## Рад
Жене избеглице су често подвргнуте принудном раду у избегличким камповима кроз јачање традиционалних родних улога и стереотипа.  Жене у избегличким камповима су често примарни извори физичког рада за сакупљање и филтрирање воде, као и за мале баштенске и пољопривредне послове и припрему хране. Упркос њиховој великој улози у овим областима, жене су искључене из руководства у одборима и планираним партијама у избегличким камповима и спуштене су на стриктно тешке улоге. У међувремену, мушкарци избеглице се често виде на позицијама утицаја и моћи унутар кампа и међу међународним агенцијама за помоћ.
Жене избеглице у привременим камповима су такође често подвргнуте принудном раду, који обухвата и присилну проституцију и присилни физички рад.  Поред кршења законских права избеглица, утврђено је да је принудни рад који жене доживљавају у избегличким камповима штетан за њихово физичко, ментално и социјално благостање.  Често се жене подвргнуте овим и другим принудним радовима траже на основу њихове расе и стереотипног ниског положаја у друштву.

## Хуманитарна помоћ
Године 1989. први напори ка родно специфичној помоћи за избеглице објављени су у приручницима Високе комисије Уједињених нација за избеглице. Прве иницијативе родне равноправности у помоћи избеглицама развијене су као одговор на избегличке кризе у Гватемали, Босни и Херцеговини и Руанди. Од тог времена, концепт хуманитарнх помоћи је добио на снази у разним иницијативама за помоћ избеглицама, иако стручњаци верују да постоје празнине између политика које они наводе и искуства жена избеглица.
Студије Дорин Индре су откриле да иако постоје многе институције које пружају хуманитарну помоћ женама избеглицама, она можда неће достићи свој пуни потенцијал због недостатка доприноса избеглица у програмима и политикама које треба да им пруже помоћ.  Када су жене избеглице искључене из процеса развоја хуманитарне помоћи, откривено је да се политике често доносе укорењене у традиционалним родним претпоставкама, чиме се јачају традиционалне и понекад штетне родне улоге у избегличким камповима.
Преглед Линде Циприано је открио да постоји још једна препрека у пружању ефикасне помоћи женама избеглицама а то је   несразмерно ускраћен статус женама избеглице, што заузврат делује као препрека за добијање помоћи која им је потребна.
Од свог почетка, универзална дефиниција избеглице, како су је описале Уједињене нације гласи, јизбеглица је  особа са „основаним страхом од прогона због расе, вере, националности или политичког мишљења.“ Према овој дефиницији, прогон је по основу расе, вере, националности или политичког мишљења, мада у том прогону основа рода и сексуално насиља нису заштићени. Многе земље се не придржавају овог строгог језика и ускраћују женама приступ услугама као декларисаним избеглицама по овим основама.
Међународни комитет спаса служи као заговорник жена у страним владама да доносе законе који се тичу здравља и добробити жена избеглица. Они такође образују мушкарце и дечаке да промене културу насиља према женама.